# رود بلو ارث
رود بلو ارث رودی است که به رود مینه‌سوتا می‌ریزد. این رود از کشور ایالات متحده آمریکا می‌گذرد. طول آن ۱۰۸ مایل (۱۷۴ کیلومتر) است.